# Maria Amrein-Troller
Maria Amrein-Troller (Luzern, 1 mei 1849 - aldaar, 8 augustus 1931) was een Zwitserse conservatrice.

## Biografie
Maria Amrein-Troller was een dochter van Heinrich Troller, een molenaar uit Luzern. In 1870 huwde ze Wilhelm Amrein. Na zijn dood in 1881 kwam ze aan de leiding te staan van de Gletschergarten van Luzern, die ze schuldenvrij kon maken dankzij de ontwikkeling van het toerisme in Luzern vanaf 1895 en de oprichting van een plaatselijk museum dat meer dan 90.000 bezoekers per jaar lokte. In 1919 droeg ze het beheer van met museum over aan haar kinderen Mathilde Blattner-Amrein en Wilhelm Amrein-Küpfer.
- Gemeinsame Normdatei: 1080262172
- Historisch woordenboek van Zwitserland: 030277
- Virtual International Authority File: 31145066421766590723